# Кетрін Росс
Кетрін Джульетт Росс (англ. Katharine Juliet Ross; нар. 29 січня 1940, Голлівуд, Каліфорнія, США)  — американська акторка театру і кіно.

## Життєпис
Народилась у Голлівуді, штат Каліфорнія, 29 січня 1940 року, коли її батько, Далді Росс, служив у військово-морських силах США, а також працював в Ассошіейтед прес. Пізніше сім'я переселилась у Волнат-Крік, у районі затоки Сан-Франциско. Там вона закінчила середню школу Лас Ломас у 1957 році.
Кетрін навчалась у громадському коледжі Санта-Роза, Каліфорнія, упродовж року (1957—1958), де брала участь у постановці мюзиклу «Король і Я». Потім залишила коледж і переїхала до Сан-Франциско, щоб вивчати акторське мистецтво. У 1959 приєдналась до «Майстерні акторів» (школа в південній Каліфорнії) і провела там три роки (до 1962), працюючи дублеркою; для ролі у фільмі Жана Генета «Балкон» знялась оголеною.

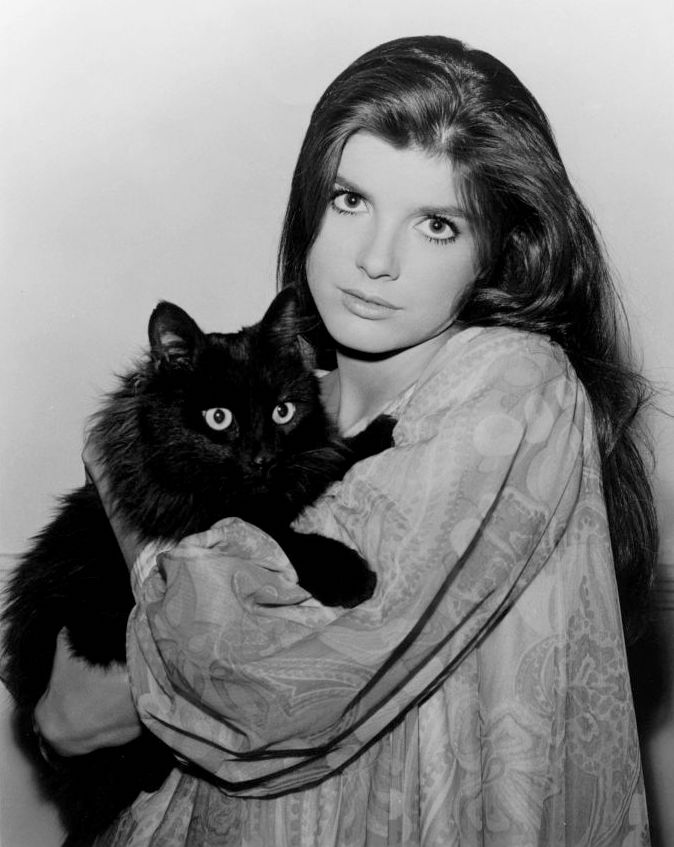
Кетрін Росс з котом у 1966 році

Стала відомою завдяки ролям у трьох популярних фільмах 1960-х і 1970-х років: роль Елейн Робінсон у фільмі «Випускник», за яку отримала номінацію на «Оскар» за найкращу жіночу роль другого плану; роль Етти Плейс у фільмі «Буч Кессіді і Санденс Кід», за котру отримала премію Британської кіноакадемії (БАФТА) за кращу жіночу роль; роль Джоанни Еберхарт в екранізації однойменного роману «Степфордські дружини» 1975 року. Також отримала премію «Золотий глобус» за найкращу жіночу роль другого плану у фільмі «Подорож проклятих» 1976 року.
Росс була одружена з актором Джоелем Фабіані (з 1960 по 1962), Джоном Меріоном (1964—1967), Конрадом Голлом, якого зустріла на кастингу фільму Буч Кессіді і Санденс Кід (з 1969 по 1973) та з Гаетаном Ліззі (з 1975 по 1979). Під час зйомок у фільмі «Психовані» (1978) вона зустрілась з актором Семом Елліоттом, з котрим познайомилась ще у 1969 році на зйомках фільму Буч Кессіді і Санденс Кід, одружилася з ним у 1984 році.
З останнім чоловіком має дочку Клео, з якою в них непрості стосунки. У березні 2011 року Кетрін Росс звернулась до верховного суду Лос-Анджелеса з приводу нападу з боку 26-річної дочки. 30 березня 2011 року суд Санта-Моніки заборонив Клео підходити до батьків ближче, ніж на 100 метрів.

## Найвідоміші фільми
| Рік  |   | Українська назва          | Оригінальна назва                     | Роль                                    |
| ---- | - | ------------------------- | ------------------------------------- | --------------------------------------- |
| 1965 | ф | Шенандоа                  | Shenandoah                            | місіс Енн Андерсон                      |
| 1965 | с | Велика долина             | The Big Valley                        | Марія Монтеро                           |
| 1967 | ф | Випускник                 | The Graduate                          | Елейн Робінсон                          |
| 1967 | ф | Ігри                      | Games                                 | Дженніфер Монтгомері                    |
| 1969 | ф | Буч Кессіді і Санденс Кід | Butch Cassidy and the Sundance Kid    | Етта Плейс                              |
| 1975 | ф | Степфордські дружини      | The Stepford Wives                    | Джоанна Еберхарт                        |
| 1976 | ф | Подорож проклятих         | Voyage of the Damned                  | Міра Хаузер                             |
| 1978 | ф | Бетсі                     | The Betsy                             | Саллі Хардман                           |
| 1978 | ф | Психовані                 | The Legacy                            | Маргарет Уолш                           |
| 1980 | ф | Останній відлік           | The Final Countdown                   | Лорел Скотт                             |
| 1985 | ф | Династія 2: Сім’я Колбі   | The Colbys або Dynasty II: The Colbys | Франческа Скотт Колбі Гамільтон Ленгдон |
| 1991 | ф | Погода для вбивства       | A Climate for Killing                 | Грейс Гайнс                             |
| 2001 | ф | Донні Дарко               | Donnie Darko                          | доктор Ліліан Турман                    |
| 2006 | ф | Око дельфіна              | Eye of the Dolphin                    | Люсі                                    |

## Нагороди
- 1968 - Премія «Оскар» за найкращу жіночу роль другого плану, номінація («Випускник»)
- 1968 - Премія «Золотий глобус» за найкращий дебют року («Випускник»)
- 1971 - Премія БАФТА за найкращу жіночу роль другого плану («Буч Кессіді і Санденс Кід» і «Скажіть їм, що Віллі тут»)
- 1977 - Премія «Золотий глобус» за найкращу жіночу роль другого плану («Подорож проклятих»)
- 1975 - Премія «Сатурн» за найкращу жіночу роль («Степфордські дружини»)